# Seenotrettungsstation Eiderdamm
Die Seenotrettungsstation Eiderdamm ist seit 1977 ein Stützpunkt der Deutschen Gesellschaft zur Rettung Schiffbrüchiger (DGzRS) am Eidersperrwerk in Schleswig-Holstein. Für die freiwilligen Seenotretter liegt am Anleger hinter der Schifffahrtsschleuse am Sperrwerk das Seenotrettungsboot (SRB) PAUL NEISSE zum Einsatz bereit. Das Boot ist das erste Boot der zweiten Serie der 3. Generation von SRB mit 10,1 Meter Länge. Im Regelfall erfolgt die Alarmierung durch die Zentrale der DGzRS in Bremen, wo die Seenotleitung Bremen (MRCC Bremen) ständig alle Alarmierungswege für die Seenotrettung überwacht. Das Revier der Retter ist die Eidermündung mit den Flachwassergebieten der Nordsee zwischen St. Peter-Ording und Büsum.
Ab Juli 1977 lag am Eiderdamm das Typschiff der neuen 9-Meter-Klasse WALTHER MÜLLER aus der 1. Generation der Seenotrettungsboote. 1996 verlegte die DGzRS den 1969 gebauten 19-Meter-Seenotkreuzer H.-J. KRATSCHKE von der Seenotrettungsstation Nordstrand zur Eider. Das Vorgängerboot wurde nach Mecklenburg-Vorpommern zur Seenotrettungsstation Freest abgegeben. Der Kreuzer blieb bis zu seiner Außerdienststellung im Oktober 2003 auf der Station und wurde durch den Neubau PAUL NEISSE (SRB 58) ersetzt. Näheres zu diesem Bootstyp:
Bei einem Seenotfall im Seegebiet vor dem Eiderdamm erfolgt eine Zusammenarbeit mit den Rettern der Nachbarstation:
- Kreuzer der Seenotrettungsstation Büsum

## Historie der motorisierten Rettungseinheiten
| Stationierung von Seenotrettungsbooten |                 |          |                   |                            |         |                |                              |
| Zeitraum                               | Schiffsname     | Reg.-Nr. | Länge oder Klasse | Anz. Motoren ges. Leistung | Geschw. | vorige Station | Verlegung nach oder Verbleib |
| 1977 → 1996                            | WALTHER MÜLLER  | KRST 23  | 9-m-Klasse        | 1 → 150 PS                 | 15,0 kn | Neubau         | → Freest                     |
| 1977 → 2003                            | H.-J. KRATSCHKE | KRS 03   | 19-m-Klasse       | 1 → 830 PS                 | 18,0 kn | von Nordstrand | ausgemustert                 |
| seit 2004                              | PAUL NEISSE     | SRB 58   | 9,5-m-Klasse      | 1 → 320 PS                 | 18,0 kn | Neubau         | auf Station                  |

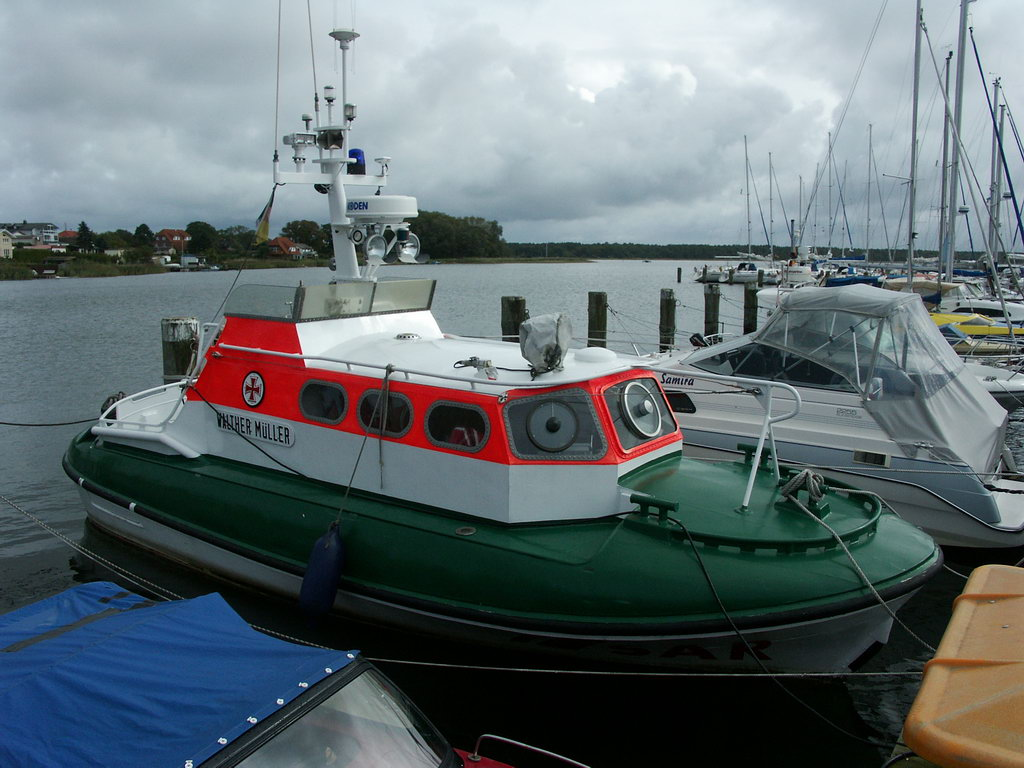
WALTHER MÜLLER
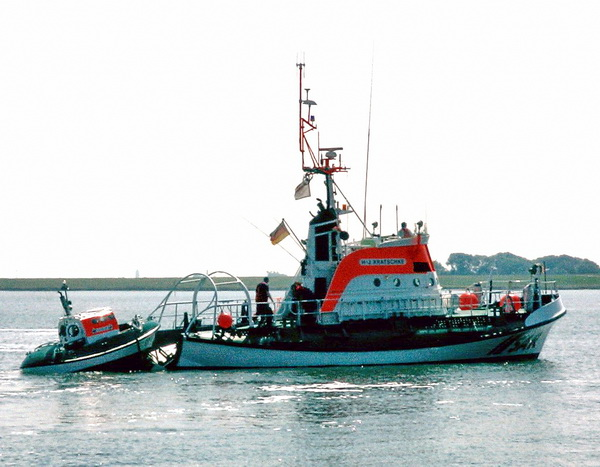
Seenotkreuzer H.-J. KRATSCHKE